# Carnaval au Mexique
Environ 225 communautés célèbrent le carnaval au Mexique de diverses manières, les célébrations modernes les plus grandes et les plus connues se déroulant à Mazatlán et dans la ville de Veracruz.
On trouve également des célébrations plus importantes dans les péninsules de Basse-Californie et du Yucatán, similaires aux autres carnavals avec des chars, des reines et des costumes, mais qui ne sont pas aussi grandes que celui de Rio de Janeiro et de la Nouvelle-Orléans. Les communautés les plus petites et les plus rurales ont des traditions de carnaval qui ont conservé une plus grande partie de l'héritage autochtone et religieux du Mexique et varient en fonction des cultures indigènes locales auxquelles le carnaval est assimilé. La plus grande manifestation de ce genre se déroule à Huejotzingo (en), dans l'État de Puebla, avec des simulations de batailles qui sont inspirées de la bataille de Puebla et d'autres reconstitutions d'histoires. On trouve d’autres variations importantes du carnaval à Tlaxcala, Oaxaca, Chiapas, Jalisco, Morelos et dans certaines parties de la ville de Mexico.

## Histoire

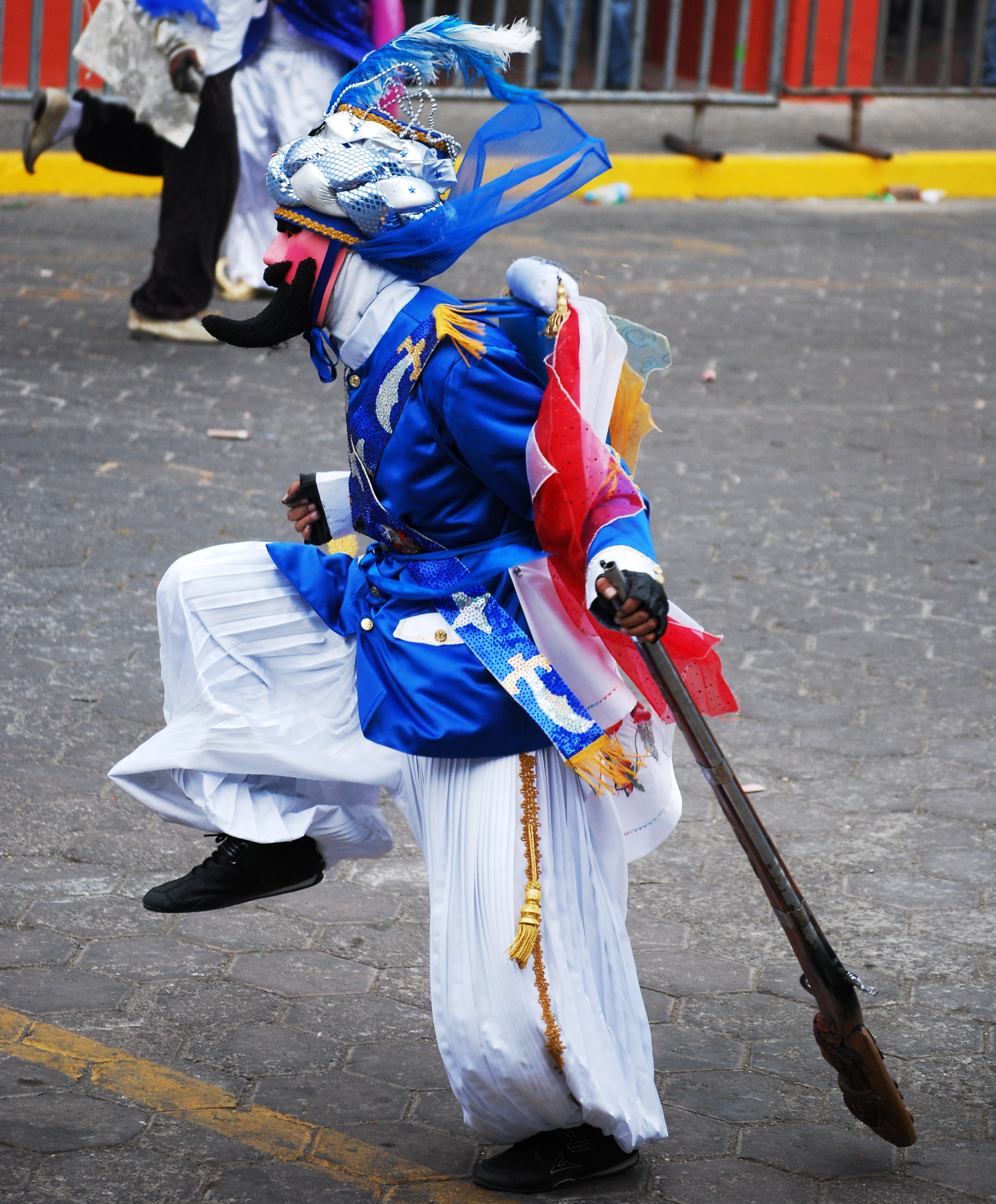
Participant déguisé en « Turc » pour le carnaval de Huejotzingo, Puebla

Établi en Europe au Moyen Âge, le carnaval est venu au Mexique avec les espagnols et est célébré sous plusieurs formes,,. Son acceptation au sein de la population autochtone découle du fait qu'elle coïncide avec plusieurs festivals autochtones, tels que Nemontemi pour les Nahuas et Cabik pour les Mayas, qui font tous deux référence aux « jours perdus » du calendrier mésoaméricain, lorsque les visages sont masqués pour repousser ou confondre le mal,,. Sa popularité pendant le reste de la période coloniale se poursuit car c'est une époque où les règles normales peuvent être enfreintes, en particulier avec l'utilisation de masques pour dissimuler les identités aux autorités.
Au dix-huitième siècle, la couronne fait un effort concerté pour réprimer les excès du carnaval, interdisant le port de masques, interdisant aux laïcs de s’habiller en clerc, en interdisant le travestissement. Les célébrations du carnaval sont particulièrement animées par les Indiens. La tolérance des autorités au début de la période coloniale est remplacée par une répression de cette période d'inversion sociale et de renversement des rôles. Bien que des efforts soient déployés pour limiter les festivités à la fin du XVIIe siècle, avec le mandat du vice-roi Don Juan de Acuña, les mesures semblèrent finalement s'imposer; « Le vice-roi l'a arrêté sur ses traces et il n'a jamais récupéré. ».
Les célébrations publiques du carnaval diminuent au XIXe siècle après l'indépendance du Mexique et les mouvements libéraux ultérieurs les découragent en tant qu'élément du passé colonial du pays. De la fin du XIXe siècle au début du XXe siècle, le festival, en tant qu’événement public majeur, fait son grand retour dans des régions telles que Veracruz, le nord-ouest du Mexique et la péninsule du Yucatán. Les célébrations à grande échelle sont pour la plupart dissociées de leurs racines religieuses et sont commercialisées au cours du XXe siècle. Cependant, les nombreuses petites célébrations dans les zones rurales conservent des éléments autochtones et religieux, ce qui en fait une manifestation variable selon les cultures autochtones auxquelles la célébration est associée,.
Les grandes fêtes modernes sont sponsorisées par les gouvernements municipaux en tant qu'événement social et touristique important. En 2012, Veracruz permet aux visiteurs de camper sur les plages touristiques de la ville. Cependant, ils ne sont pas sans problèmes ni controverses. Il y a parfois des problèmes de comportement désordonné, de consommation excessive d'alcool et de bagarres dans les rues. Le carnaval de Veracruz est critiqué par des groupes chrétiens protestants / évangéliques pour des raisons morales. De même, le carnaval de 2012 à Puerto Vallarta provoque une controverse. Le comité responsable est limogé car l'événement est critiqué pour son contenu « trop sexuel, trop gai…». Pour le carnaval de 2013, le comité de Veracruz décide d'interdire la publicité pour les candidats et les partis politiques.

## Grands carnavals
Les deux plus grandes célébrations de carnaval modernes au Mexique ont lieu à Veracruz et à Mazatlán, tandis que d’autres grandes célébrations ont lieu en Basse-Californie et dans la péninsule du Yucatán. Elles attirent un nombre important de visiteurs, principalement originaires du Mexique ,,. La plupart des grands carnavals commencent par l’incinération ou la condamnation d’une effigie appelée « mal humor » (mauvaise humeur), l’élection d’une reine du carnaval et parfois d’un roi Momo, des défilés de chars (en particulier le dimanche précédant le mercredi des cendres), des fêtes de rue, des vendeurs et des concerts de musiciens jouant des styles musicaux populaires et traditionnels. Les costumes portés par les participants varient, notamment en s'habillant du sexe opposé et en parodies de personnalités politiques. Les festivités se poursuivent jusqu'au petit matin, sauf le mardi, lorsque se termine le carnaval.

### Mazatlán
Mazatlán possède la plus ancienne tradition de carnaval moderne majeure du Mexique, avec une histoire de plus de cent ans commençant en 1898,. La version actuelle du carnaval de Mazatlán a débuté en 1898, connue sous le nom de « Carnavales de confeti y serpentina ». (Carnavals de confettis et de serpentins) où des groupes rivaux, des « dockers » et des « entrepôts » organisent des simulacres de combats avec des insultes et des projectiles généralement remplis de farine. Le but de la version moderne du carnaval est de remplacer ceci par quelque chose de plus ordonné et moins dangereux, en se concentrant sur un défilé avec des costumes vivants. En 1898, un comité civil organise le premier événement à l'échelle de la ville, le premier de ce type au Mexique. À l'origine, l'événement a lieu sur la place Machado avec une procession de voitures et de vélos décorés. La première reine du carnaval est Wilfrida Farmer en 1900. Cependant, des projectiles sont encore jetés parmi ceux qui se trouvent dans la foule, des coquilles d’œufs remplies de confettis et des aérosols de mousse sont également utilisés.
Le carnaval de Mazatlán est loin d'être aussi grand et célèbre que ceux de Rio de Janeiro ou de La Nouvelle-Orléans. Les visiteurs de l'événement sont presque tous originaires du Mexique, alors que c'est une zone touristique. Le carnaval comprend divers événements principaux conçus pour plaire à différents groupes de personnes: deux défilés, une fête de rue avec musique en direct, deux festivals gastronomiques, l'élection de la cour royale (le roi et la reine du carnaval) et des concerts. Tous sont organisés par la ville autour d'un thème différent chaque année,. Il est plus axé sur la famille, moins sexuel que celui de Rio de Janeiro et plus tranquille que celui de La Nouvelle-Orléans ou de Veracruz, mais il occupe la ville complètement pendant son déroulement. La musique préférée est la banda, mais les grupera, sinaloense, mariachi, chirrines et autres styles musicaux dansants sont également entendus. Il y a aussi des événements culturels. Les jours de carnaval sont des jours fériés dans la ville, avec des fêtes presque toute la nuit. Les principales festivités ont lieu au Paseo de Olas Altas et au Claussen, au bord de l'océan, qui sont tous deux fermés à la circulation ces jours-là et qui accueillent environ 60 000 personnes chaque nuit. Bien que cela commence officiellement le jeudi, les principales activités commencent le vendredi et se terminent le mardi soir. Avant cela, il y a des campagnes « électorales » pour le roi et la reine du carnaval, les Juegos Flores et le concours du Rey Feo (le roi laid). Il existe une version pour enfants du carnaval de Mazatlán, qui reprend bon nombre d'éléments identiques, tels que le choix d'une reine, tout en évitant les excès. Cela a commencé dans les années 1920.

### Veracruz
La version moderne du carnaval dans la ville de Veracruz n’est pas aussi ancienne que celle de Mazatlan, mais elle est plus grande; elle dure neuf jours avec six grands défilés de chars, de grands concerts publics, des fêtes et des événements spéciaux, ainsi que des promotions dans presque tous les restaurants de la ville, les bars et les discothèques. Le carnaval de Veracruz a ses origines dans la période coloniale. Les résidents des quartiers situés juste à l'extérieur des remparts de la ville créent de nouvelles formes de musique inspirées des traditions européennes, africaines et autochtones. Le festival principal original pour ces communautés était Corpus Christi, mais il est finalement transféré au carnaval. Ces traditions du carnaval du début du XVIIIe siècle, avec des personnages en costumes colorés dansant sur des rythmes chuchumbé d’origine africaine, provoquent la désapprobation des responsables de l’église. Malgré cela, le festival continue d'évoluer au XIXe siècle en bals officiels pour l'élite et célébrations de rue pour les classes populaires de la ville. Beaucoup de ces événements ont lieu sur une période de deux semaines avant le mercredi des Cendres. Les célébrations sont sévèrement réglementées et restreintes lors de l'intervention française au Mexique.
À la fin du XIXe siècle, les libéraux décident qu'il s'agit d'un vestige du colonialisme et cherchent à l'éliminer, ce qui fait de la célébration de l'événement une affaire privée pour les riches,.
Après la révolution mexicaine, le carnaval est relancé en 1925 avec un comité parrainé par l'Alianza de Ferrocarrileros (l'alliance des cheminots), la première célébration de cet événement à l'échelle de la ville depuis environ cinquante ans. L'objectif est de promouvoir l'unité de la communauté et les valeurs sociales post-révolutionnaires telles que la suppression des barrières socio-économiques. La première reine du carnaval est Lucha Raigadas et le premier Rey Feo (le roi laid) est Carlos Puig «Papiano» choisi en 1926. La première reine des enfants est sélectionnée en 1942. Les chars apparaissent pour la première fois en 1945 et participent au premier défilé de nuit dans l'histoire de la ville. La tradition du carnaval de Veracruz s'étend depuis à la ville voisine de Tuxpan, qui attire environ 50 000 visiteurs chaque année au parc des expositions de la ville.
Aujourd'hui, Veracruz possède le carnaval le plus grand et le plus connu du Mexique, qui commence par « la quema del mal humor » (brûler la mauvaise humeur) et se termine par l'enterrement de « Juan Carnaval »,,. La quema del mal humour est représenté par l'effigie d'un personnage célèbre, mexicain ou étranger, que les gens n'aiment pas. Juan Carnaval est une autre effigie qui reçoit un simulacre funéraire. Entre les deux, le couronnement de la reine du carnaval et de sa cour, six défilés avec un minimum de trente chars chacun entre Veracruz et Boca del Río, des danses, des concerts d'artistes connus, parmi lesquels Enrique Iglesias, Espinoza Paz (es), Paulina Rubio et Cristian Castro et des événements de charité,,.

### Autres grands carnavals
Dans la péninsule de Basse-Californie, les deux principales célébrations du carnaval ont lieu à Ensenada et à La Paz. Le carnaval d'Ensenada s'étend sur six jours et se compose de la quema del mal humour, de danses, de défilés de chars, d'une cour royale et plus encore. C'est l'un des événements touristiques les plus importants du nord-ouest du Mexique, attirant environ 300 000 visiteurs, dont beaucoup de Californie. Il y a des concerts de personnalités comme Joan Sebastián, Alejandra Guzmán, Magneto (es), Caló (es), un show du comique Polo Polo (en) et bien d'autres,. Le carnaval moderne de La Paz est lancé en 1898, ce qui en fait l'un des plus anciens du pays. Avant cela, la célébration du carnaval se limitait à des affaires formelles chez les riches. Il comprend des concerts tels que ceux de Espinoza Paz, la Sonora Santanera et Ha*Ash.
Sur la péninsule du Yucatán, des célébrations majeures du carnaval ont lieu à Mérida, à Cozumel et dans la ville de Campeche. Mérida célèbre le carnaval pendant une semaine complète avec divers événements. La musique préférée pour cette époque est le mambo, le cha-cha-cha et la cumbia . Ici, mal humor est représenté par des effigies de Bill Clinton, Hillary Clinton, Ernesto Zedillo, son épouse Nilda Patricia Velasco et divers journalistes. Parfois, ces problèmes font référence à des problèmes graves tels que le trafic de drogue et la corruption. Un costume commun est celui de Momo, le dieu grec des blagues et des farces. Une tradition locale veut que les jeunes lancent des fleurs, des confettis et même des coquilles d’œufs remplies de farine ou de l’indigo qui teint la personne frappée en bleu. Cozumel célèbre également pendant une semaine avec des défilés, de la danse, des costumes, de la musique et des foires de rue avec presque tout le travail s'arrêtant pour l'événement. Les écoles, les clubs et les organisations communautaires passent des semaines à fabriquer des chars, des costumes et à pratiquer des spectacles de danse et de musique, les groupes se faisant concurrence. Pour le carnaval de Campeche, les femmes portent des vêtements appelés trajes de mestiza et portent des plateaux avec une tête de cochon décorée de rubans et dansent sur un style de musique appelé Jarana. Un autre événement est la « guerra de pinturas », dans laquelle des personnes tous les âges se peignent le visage et le corps de différentes couleurs vives. Le carnaval de Campeche a également un festival parallèle appelé El Corso Infantil où les enfants se déguisent et jouent dans la rue en chantant et en dansant de la musique tropicale.

## Carnaval local et régional

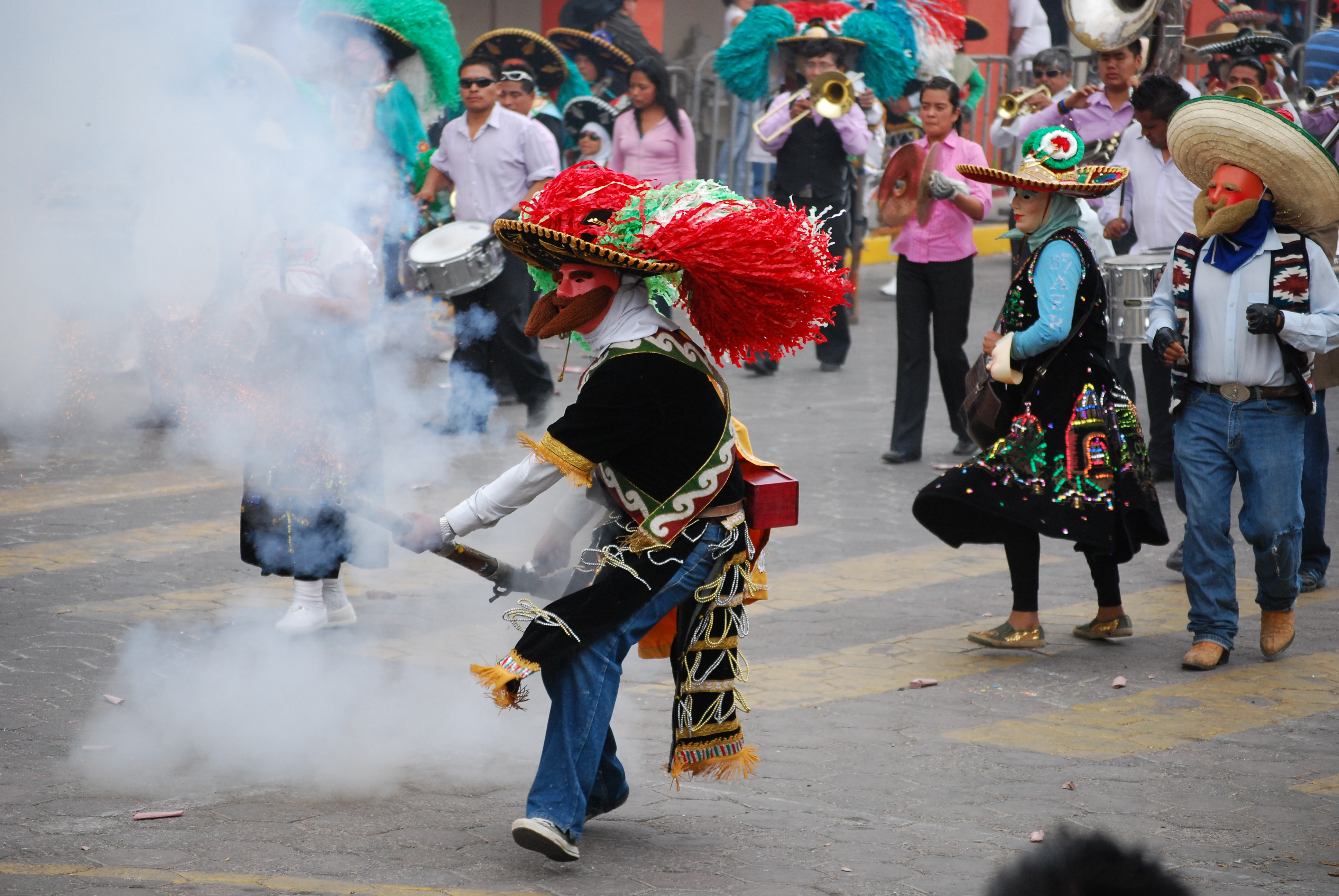
Participant déguisé en « Zacapoaxtla » au carnaval de Huejotzingo, Puebla

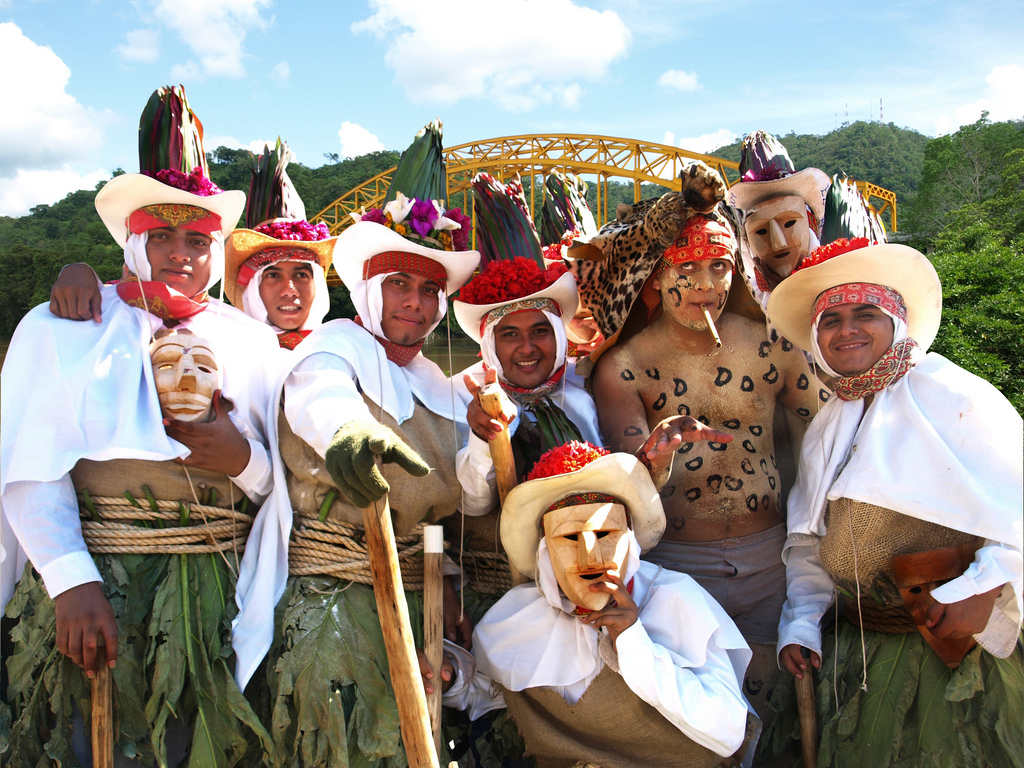
Los Pochos, danseurs du carnaval à Tenosique, Tabasco

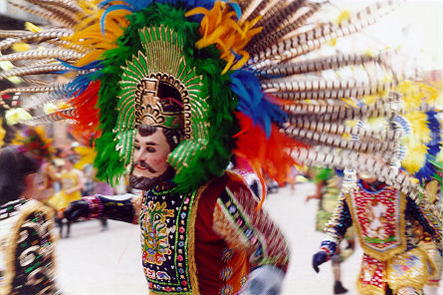
« Huehue » de Tlacuilohcan, Tlaxcala

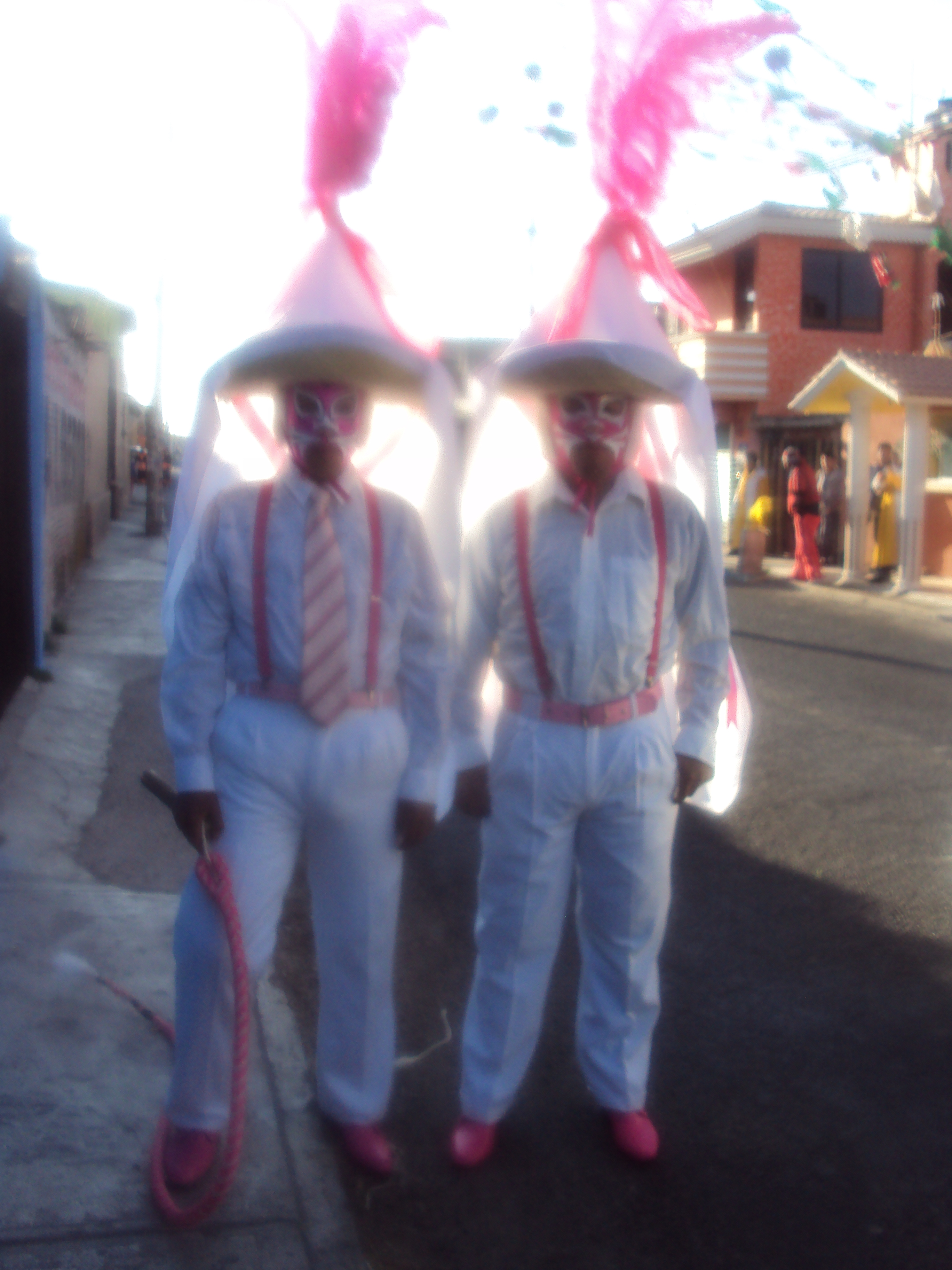
Participants en costume au carnaval de Tenancingo, État de Mexico.

Au total, le carnaval occupe une place importante dans quelque 225 communautés du Mexique, dont beaucoup, en particulier dans les plus petites communautés, conservent des éléments du patrimoine religieux et autochtone du Mexique,,. Ces célébrations varient beaucoup, souvent avec la danse traditionnelle, la musique régionale et les cérémonies d'origine païenne et chrétienne. Ils peuvent également contenir des éléments modernes tels que des chars, ainsi que des événements sportifs et culturels locaux tels que la corrida, les tournois de pêche et la charreada / jaripeo.
L'un des plus importants de ce type de carnaval est le carnaval de Huejotzingo dans l'état de Puebla, auquel participent plus de 2 000 personnes. Les participants se divisent en quatre bataillons, identifiés par un costume. Dès le premier jour, l'air est rempli de sons de balles à blanc tirées pendant que des batailles simulées entre bataillons sont exécutées avec de faux pistolets utilisant de la vraie poudre à canon. L'inspiration d'une grande partie de la danse est la bataille de Puebla avec des Mexicains et des Français représentés, mais ce n'est pas exact sur le plan historique. Les festivités comprennent également la reconstitution de deux histoires, l’une des enlèvements de la fille du maire et l’autre représentant le premier mariage chrétien au Mexique,. Un autre événement de carnaval important dans l'État est à Tehuacán, où des hommes masqués appelés Huegues se préparent pour le carême.
Alors que le carnaval de la ville de Veracruz est résolument moderne, ceux célébrés dans le nord de l'État sont beaucoup plus traditionnels, avec des éléments tels que des prières pour de bonnes récoltes et le bien-être de la communauté. Les carnavals ruraux de Veracruz, près de Xalapa, rassemblent diverses personnes vêtues de costumes de taureau, souvent pourvues de masques en bois élaborés. Ces personnes utilisent des cannes, de grandes capes décorées et des coiffes à fleurs,. Certaines des célébrations notables dans la région de Totonacapan (en) incluent celles d’Ojite de Matamoros, de Solteros de Juan Rosas et d’Arroyo Florido. À Ojite de Matamoros, des hommes s'habillent en femmes, prêtres, médecins et bossus et exécutent une danse qui rappelle les luttes entre les indigènes et les espagnols. Ces festivités durent environ quinze jours et se terminent par un rite appelé « corta-gallo » qui implique le sacrifice d'un certain nombre d'oiseaux. À Arroyo Florido, le festival est dédié au diable considéré comme le propriétaire de tous les biens de la terre. À Solteros de Juan Rosas, le festival ne dure que quatre jours et comprend une cérémonie de bénédiction des masques que portent les danseurs. Dans toutes ces célébrations, la musique préférée est le Son et le Huapango traditionnels.
La célébration du carnaval est très répandue à État de Tlaxcala et dure entre trois jours et une semaine, selon la tradition locale.
L'un des carnavals les plus connus d'Hidalgo se déroule à Calnali (es), dans la région de Huasteca. Les événements consistent généralement à danser dans la rue en costume accompagné de groupes traditionnels jouant des instruments à vent. Les quatre principaux quartiers de la municipalité se font concurrence pour la danse et pour le meilleur costume avec des gens s'habillant en singes, mort, diables, femmes et même en extraterrestres et bien d'autres. Le Cuernudo est un costume unique dans la région, mélange de singe et de diable.
Les fêtes de carnaval dans l'état de Morelos sont généralement des affaires de famille. Le carnaval le plus connu de l'État de Morelos se trouve à Tlayacapan (en), connu pour ses danseurs Chinelos. Cette danse est créée pour permettre aux autochtones de ridiculiser leurs seigneurs espagnols. Jiutepec, Emiliano Zapata, Xochitepec, Tlaltizapán, Tepoztlán et Yautepec comptent parmi les autres communautés où le carnaval a une grande importance.
Le carnaval de Pinotepa de Don Luis (en), dans l’État d’Oaxaca, est remarquable pour son utilisation de la satire, liée en particulier au mariage et parfois au divorce à l’aide d’une danse appelée Tejorones. Les costumes comprennent divers masques, des représentations d'animaux tels que des colombes et des chasses au tigre. Ceux en costume de tigre utilisent des miroirs pour les yeux. À Silacayoapan (en), dans le même état, la célébration commence très simplement. Les danseurs, uniquement des hommes, s'habillent et utilisent du charbon de bois comme maquillage pour ressembler à la population afro-mexicaine de cette région côtière. Si des masques sont utilisés, ce sont des structures simples à base de courges ou de maguey. Depuis le XXe siècle, la célébration évolue avec une plus grande variété de costumes, dont des hommes habillés en femmes, des diables, ou d'autres encore. La musique est une variété locale de la Chilena Costeña. Dans la Mixteca Baja, le carnaval s'appelle Joc-lo. Il dure trois jours et se termine par la « quema del gallo » (brûlage du coq). Les instruments traditionnels utilisés pour cet événement sont le violon et une guitare appelée bajo sexto pour des chansons traditionnelles telles que El mecate, El son grande, El son chico, El torito et La cruz. Les danses sont faites par des hommes en costume, en particulier le dimanche précédant le mercredi des Cendres, généralement en tant que vieillards ou en tant que femmes. Les carnavals et la culture modernes ont une certaine influence, comme l'apparition de costumes d'origine nord-américaine. San Jerónimo Xayacatlán (es) est une des villes de cette région particulièrement réputée pour son Joc-lo.
Les carnavals de San Juan Chamula et de Huistán au Chiapas rassemblent la majorité de la population, dont beaucoup se déguisent en singes, ornés de rubans multicolores. À Huistán, ils sont accompagnés par la musique d'une guitare à douze cordes.

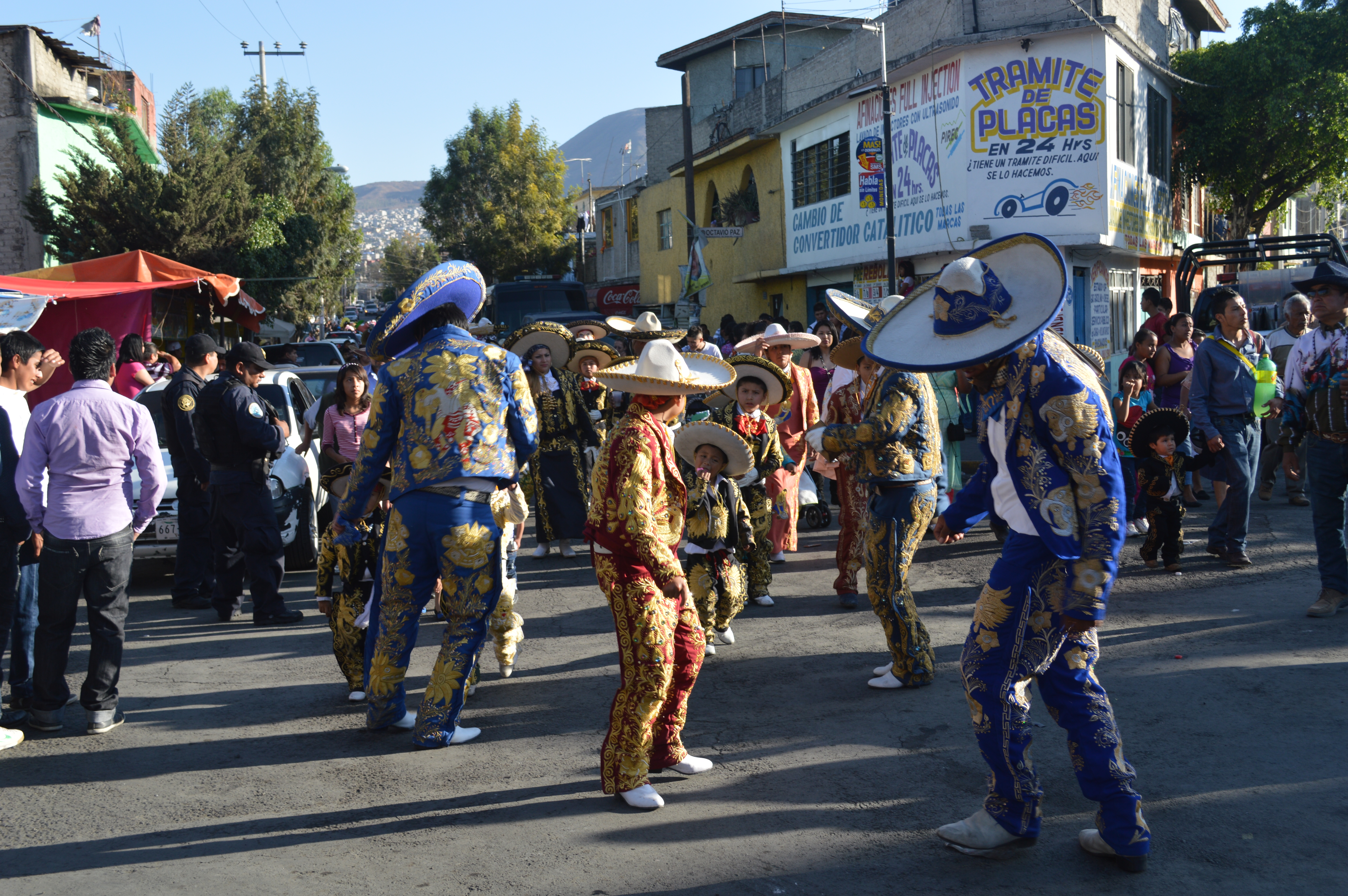
Danseurs charro à Santa Marta Acatitla, Iztapalapa, Mexico

La plus grande fête de carnaval à Tabasco se déroule dans la municipalité de Tenosique (es) et des centaines de personnes se retrouvent couvertes de farine, d’œufs et d’eau provenant de projectiles lancés les uns sur les autres. Le festival comprend également des danses traditionnelles telles que El Pochó et Los Blanquitos, qui ont toutes deux une longue histoire. Une autre caractéristique particulière est que le carnaval est censé commencer le 20 janvier, jour de la fête de Saint-Sébastien.
Les fêtes de carnaval les plus connues à Jalisco ont lieu à Autlan (es), Ameca, Tecolotlán et Sayula. Ils durent de trois à dix jours et incluent des événements tels que concerts, corridas, charrería et danses. À Sayula, l’événement principal est un match amical opposant les Chivas professionnels à une équipe locale. À Barra de Navidad, il y a une procession nocturne de personnes munies de torches, ainsi qu'un concours de pêche et un défilé avec des chars.
Les Cora de Nayarit célèbrent le carnaval en peignant leurs corps avec des taches blanches et des danses traditionnelles.
Mexico n’a pas d’importante célébration, mais diverses communautés de l’arrondissement d’Iztapalapa organisent des événements. L'un est co-parrainé par les communautés autrefois rurales de Santa Cruz Meyehualco, de San Andrés Tetepilco, de San Andrés Tomatlán, de Santa María Tomatlán, de San Sebastián Tecoloxtitlán et de Santiago Acahualtepec. Un autre est parrainé par les huit quartiers de la ville historique d’Iztapalapa, ainsi que par des événements à Los Reyes Culhuacán et San Lorenzo Tezonco. Les origines de ces festivités remontent à la célébration du printemps dans la période préhispanique, mais aujourd'hui, elles sont principalement célébrées comme celles des grands carnavals, avec des reines élues, des costumes et des défilés avec des chars,.